# Log (scheepvaart)
De log is een navigatie-instrument waarmee de vaart of afgelegde weg van een vaartuig kan worden bepaald. Dit kan de vaart door het water zijn, de vaart over de voorsteven of de vaart over de grond. Een log is een belangrijk instrument om een gegist bestek te kunnen bepalen.
Er zijn vele methoden beproefd om de vaart van een schip te bepalen. Naast de gewone log zijn er onder meer de sleeplog, de druklog, schroeflog en tegenwoordig vooral de elektromagnetisch log en de dopplerlog. Een methode om een log te ijken is het gissen buitenboord (Dutchman's log) of het varen van een gemeten afstand.

## Gewone log

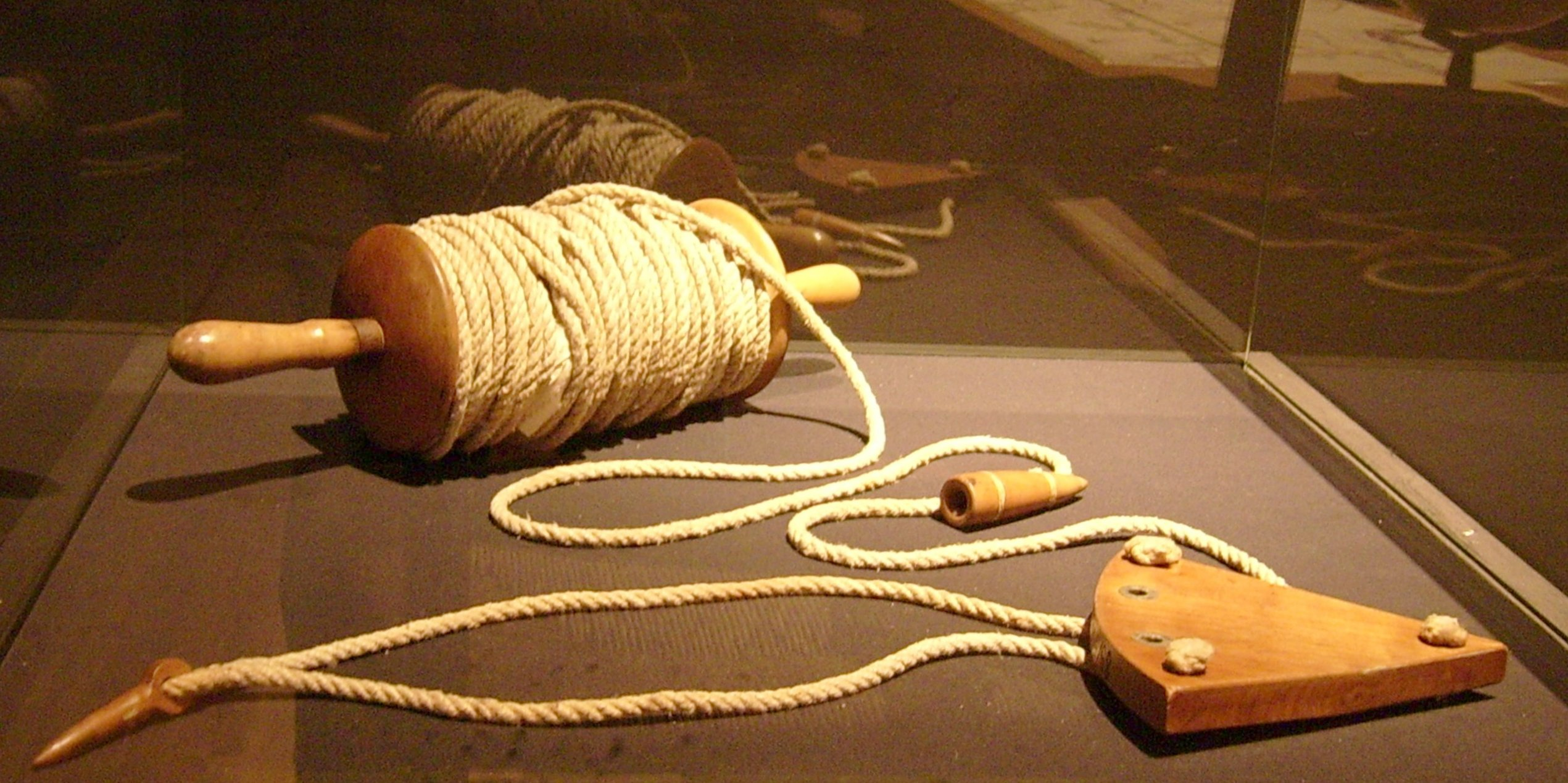
Log

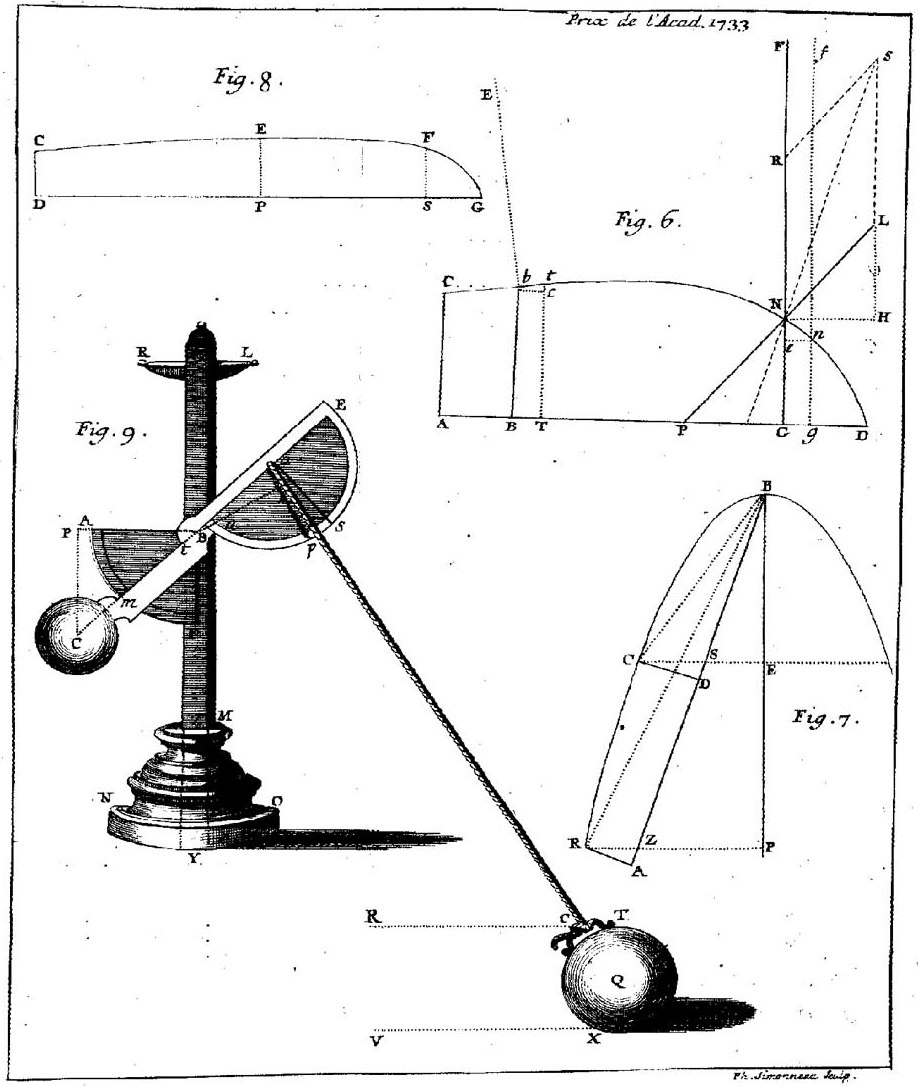
Log, 1734

De gewone log wordt al eeuwen gebruikt en bestaat uit een plankje met een koord. Aan het plankje werd lood bevestigd, zodat het verticaal in het water kwam, nadat het overboord werd gegooid. De log bleef tamelijk onbeweeglijk in het water liggen, terwijl het schip doorvoer en de lijn afrolde. Door te meten hoeveel van de lijn in een bepaalde tijd afgerold werd, kon de afgelegde verheid omgerekend worden naar de vaart. Aanvankelijk werd de lijn apart opgemeten, later werden er op regelmatige afstand knopen in gelegd, zodat de afgerolde lengte eenvoudiger bepaald kon worden. Vandaar dat snelheid nu nog steeds in knopen wordt uitgedrukt.
Uiteindelijk werd de afstand van de knopen genormaliseerd op 47 voet en 3 inches, wat met een standaardglas, een zandloper, van 28 seconden rechtstreeks de snelheid in knopen gaf. De telgegevens werden vervolgens gerapporteerd aan de bootsman die ze noteerde in het logboek. De stuurman kon dan met deze gegevens navigeren.